# متروباس (استانبول)
متروباس (ترکی استانبولی: Metrobüs) سامانه اتوبوس تندرو در شهر استانبول، ترکیه است.
این سامانه که در سال ۲۰۰۷ تأسیس شده دارای یک خط، ۴۵ ایستگاه و ۵۰ کیلومتر طول است. متروباس چند ایستگاه متروی استانبول را نیز پوشش میدهد.

## نگارخانه

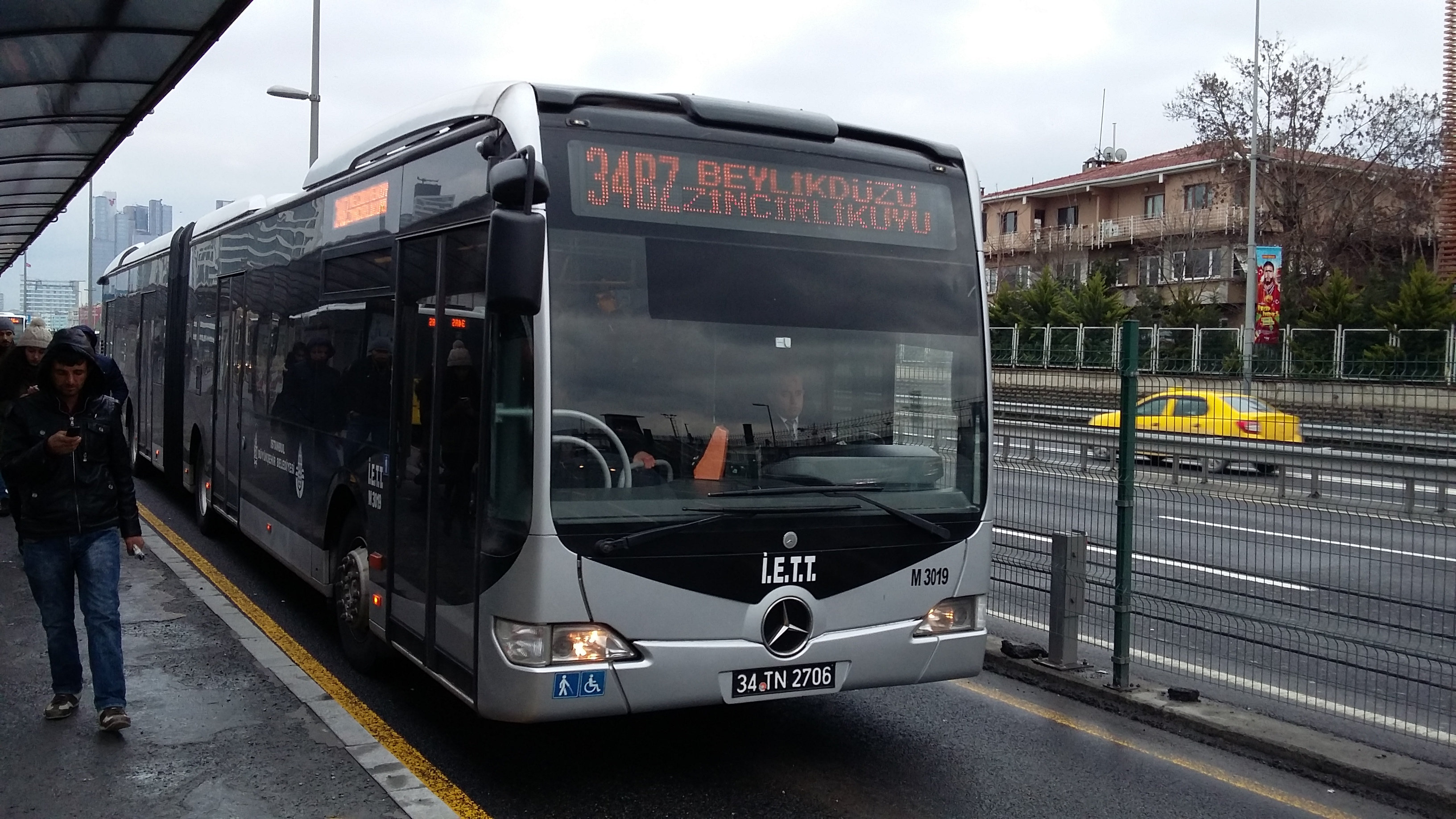
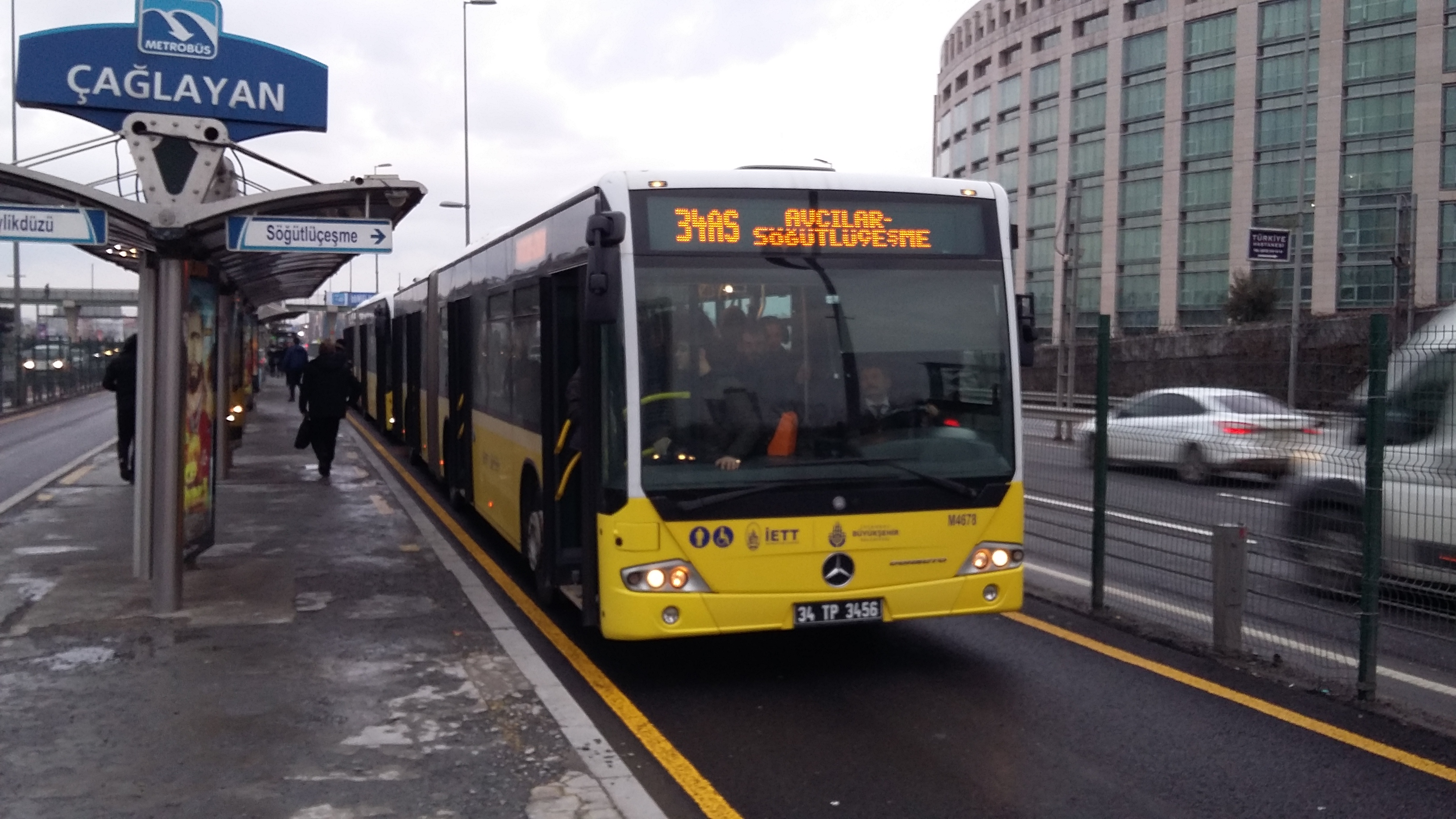
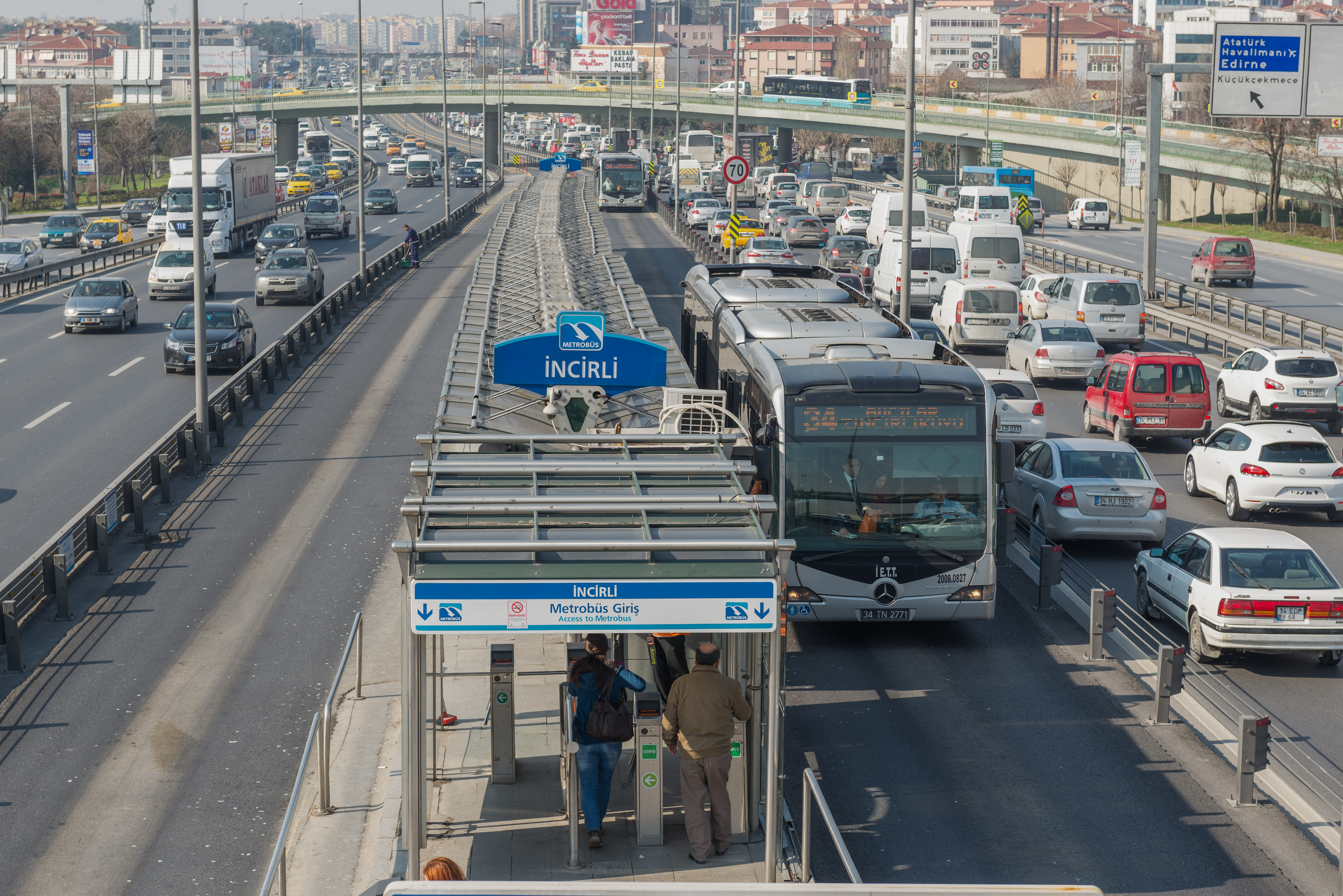
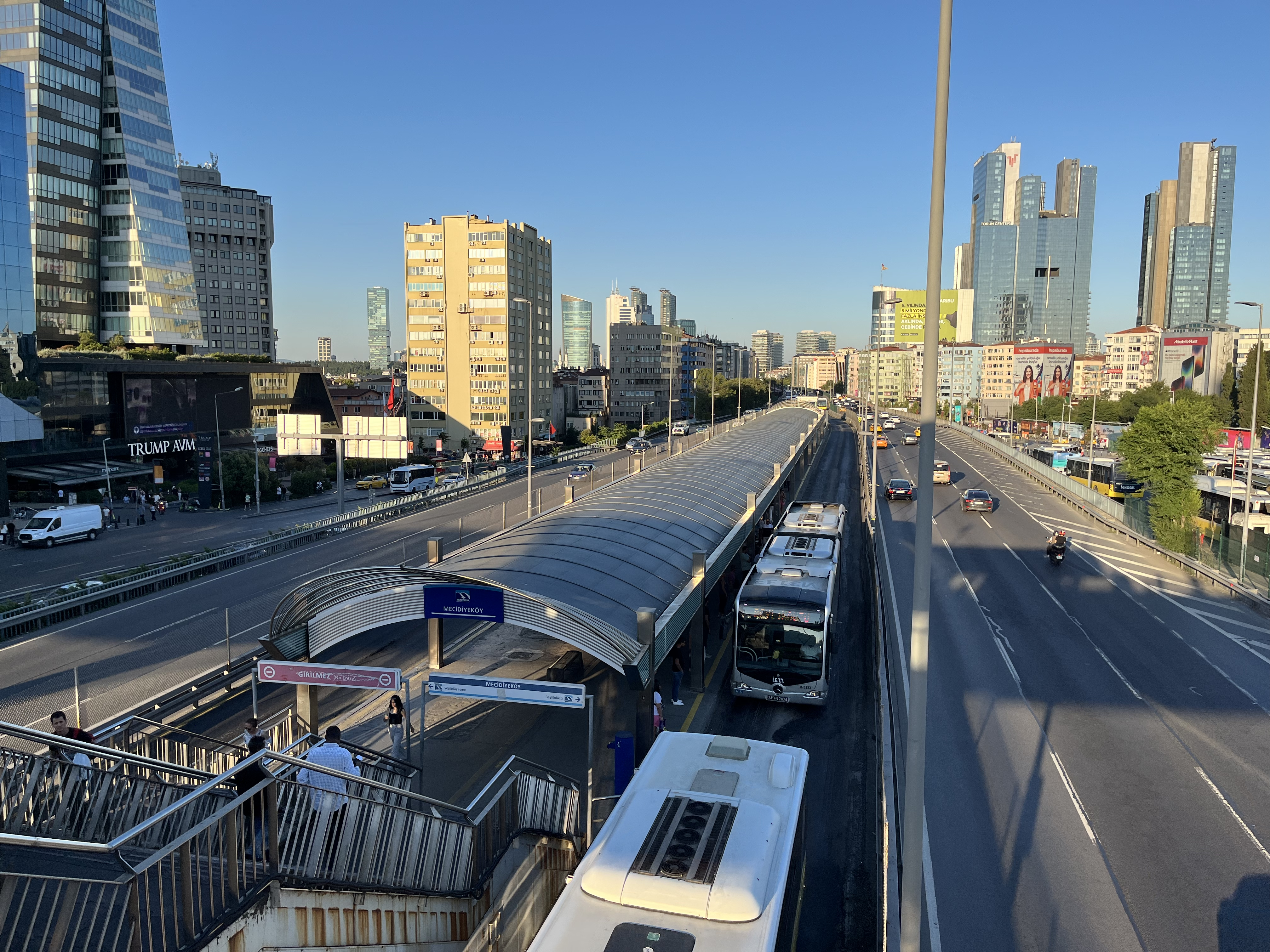